# مویسکی گیگانت
مویسکی گیگانت (روسی: Муйский Гигант) یک رشته‌کوه در بوریاتیای کشور روسیه است.